# Vrede van Nijmegen

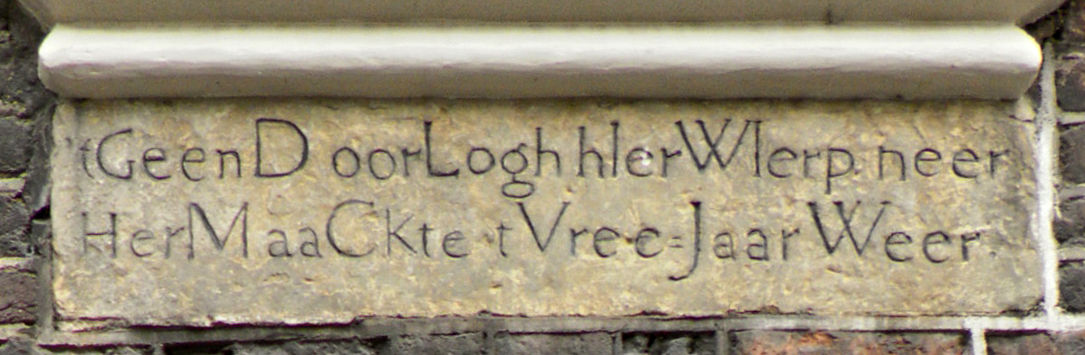
Gevelsteen Vrede van Nijmegen (Hattem)

Met de Vrede van Nijmegen, ook wel het Verdrag van Nijmegen of de Verdragen van Nijmegen genoemd, wordt verwezen naar een reeks vredesverdragen die tussen augustus 1678 en oktober 1679 in Nijmegen en elders werden gesloten tussen de Europese staten die de Hollandse Oorlog hadden gevoerd. Gelijktijdig werden er vredesverdragen gesloten voor het beëindigen van de Schoonse Oorlog die ermee verwikkeld was.
Voor Nederland is het vredesverdrag van 10 augustus 1678 tussen de Republiek der Zeven Verenigde Nederlanden en het Koninkrijk Frankrijk het belangrijkst. Naar aanleiding van de door Willem III verloren Slag bij Kassel (1677) maakte de Vrede van Nijmegen een einde aan de vijandelijkheden tussen de Republiek en Frankrijk. Doordat Frankrijk en de Nederlandse Republiek vrede sloten, zagen ook Spanje en de Duitse keizer zich verplicht de Franse macht te erkennen en volgden er meer vredesverdragen.

## Overzicht
Aan het einde van de Hollandse en Schoonse Oorlog waren dit de strijdende partijen:
Anti-Franse coalitie
- Republiek der Zeven Verenigde Nederlanden
- Spaanse Rijk (inclusief Spaanse Nederlanden)
- Denemarken-Noorwegen
- Heilige Roomse Rijk:
  -  Brandenburg-Pruisen
  -  Prinsbisdom Münster[1]
  -  Vorstendom Lüneburg
  -  Hertogdom Lotharingen
  - en anderen

Frankrijk en bondgenoten
- Koninkrijk Frankrijk
- Koninkrijk Zweden

Internationaal worden met de termen Vrede of Verdragen van Nijmegen meerdere samenhangende verdragen bedoeld die in 1678–79 uiteindelijk grotendeels in Nijmegen bekrachtigd werden om een einde te maken aan de Hollandse Oorlog en Schoonse Oorlog. Deze verdragen zijn (Oude Stijl tussen haakjes):
| Verdragen van Nijmegen                | Verdragen van Nijmegen    | Verdragen van Nijmegen | Verdragen van Nijmegen | Verdragen van Nijmegen | Verdragen van Nijmegen |
| Datum (Nieuwe Stijl / (Oude Stijl))   | Verdrag                   | Anti-Franse zijde      | Franse zijde           | Tekst                  | Bron                   |
| ------------------------------------- | ------------------------- | ---------------------- | ---------------------- | ---------------------- | ---------------------- |
| 10 augustus 1678                      | Vrede van Nijmegen        | Nederlandse Republiek  | Frankrijk              | Nederlands             | [ 2 ]                  |
| 10 augustus 1678                      | (apart handelsverdrag)    | Nederlandse Republiek  | Frankrijk              |                        | [ 3 ]                  |
| 17 september 1678                     | Vrede van Nijmegen        | Spanje                 | Frankrijk              | Frans                  | [ 2 ]                  |
| 5 februari 1679                       | Vrede van Nijmegen        | Heilige Roomse Rijk    | Frankrijk en Zweden    | Latijn/Zweeds, Duits   | [ 2 ]                  |
| 5 februari 1679 (26 januari 1679)     | Verdrag van Celle         | Lüneburg (Celle)       | Zweden (en Frankrijk)  |                        | [ 4 ]                  |
| 19 maart 1679                         | Vrede van Nijmegen        | Münster                | Zweden                 |                        | [ 5 ] [ 6 ]            |
| 29 juni 1679 (19 juni 1679)           | Vrede van Saint-Germain   | Brandenburg-Pruisen    | Frankrijk (en Zweden)  |                        | [ 2 ]                  |
| 2 september 1679 (23 augustus 1679)   | Verdrag van Fontainebleau | Denemarken-Noorwegen   | Zweden (en Frankrijk)  |                        | [ 2 ]                  |
| 26 september 1679 (16 september 1679) | Vrede van Lund            | Denemarken-Noorwegen   | Zweden (en Frankrijk)  |                        | [ 2 ]                  |
| 12 oktober 1679 (2 oktober 1679)      | Vrede van Nijmegen        | Nederlandse Republiek  | Zweden                 |                        | [ 2 ]                  |

Als aandenken aan het sluiten van de vrede zouden een drietal robinia's geplant zijn in de tuin bij Kasteel Doorwerth nabij Wageningen.

## Territoriale veranderingen
Aat, Binche, Charleroi, Gent, Kortrijk, Oudenaarde, Zoutleeuw, het Waasland, het hertogdom Limburg, en de Landen van Overmaas kwamen opnieuw toe aan de Spaanse Nederlanden. De tweeherige stad Maastricht werd opnieuw een Luiks-Hollandse stad.
Franche-Comté, Belle, Bavay, Bouchain, Kamerijk, Condé, Ieper, Kassel, Maubeuge, Menen, Poperinge, Saint-Ghislain, Sint-Omaars, Valencijn, Veurne, Waasten en Wervik bleven na de innames Frans bezit. Ook Nieuw Walcheren werd Frans.
Ook kwamen een hele reeks Duitse gebieden onder Franse invloed: de Elzas, Lotharingen, Bouillon, Freiburg, en andere. De toegevingen aan Frankrijk werden in de daaropvolgende decennia, bij de Vrede van Rijswijk (1697) en bij de Vrede van Utrecht (1713), gedeeltelijk teruggenomen.
De Fransen schonken de opstandige en Fransgezinde stad Messina op Sicilië terug aan de Spanjaarden.

## De Vrede van Nijmegen in de kunst
De Vrede van Nijmegen is onderwerp geweest van talrijke schilderijen, tekeningen, gravures en reliëfs. Van de schilders kunnen genoemd worden: Gerard de Lairesse (1678), Godfried Schalcken (1678?), Henri Gascar (1678?), Antoine Coypel (1681) en Johannes Hinderikus Egenberger (19e eeuw). Gravures met dit onderwerp zijn bekend van Abraham Bloteling (1678), Romeyn de Hooghe (1679), Caspar Luyken (1696) en Jan Luyken (ca. 1700–1712) en. Een verzilverd bronzen reliëf, waarop Lodewijk XIV als de grote vredesstichter in Europa is afgebeeld, was ooit onderdeel van het standbeeld van Lodewijk XIV op de Place des Victoires in Parijs (Martin Desjardins, 1686). Het beeld werd tijdens de Franse Revolutie vernield, maar het reliëf en andere delen bleven bewaard en bevinden zich thans in het Louvre. Ook werden diverse herdenkingsmunten uitgegeven.

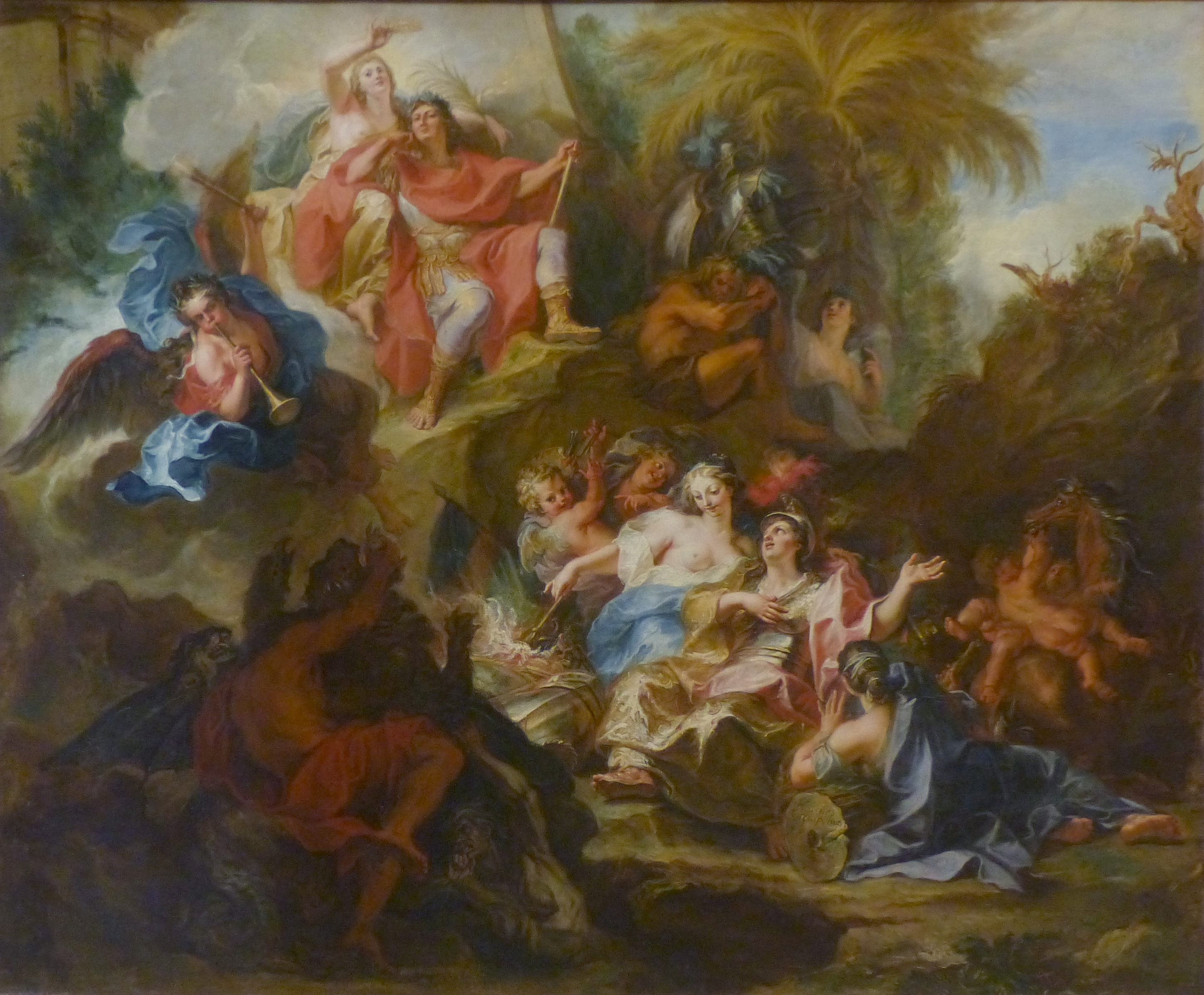
Schilderij van Antoine Coypel, Musée Fabre, Montpellier
Gravure van Jan Luyken, Bibliotheek van het Vredespaleis
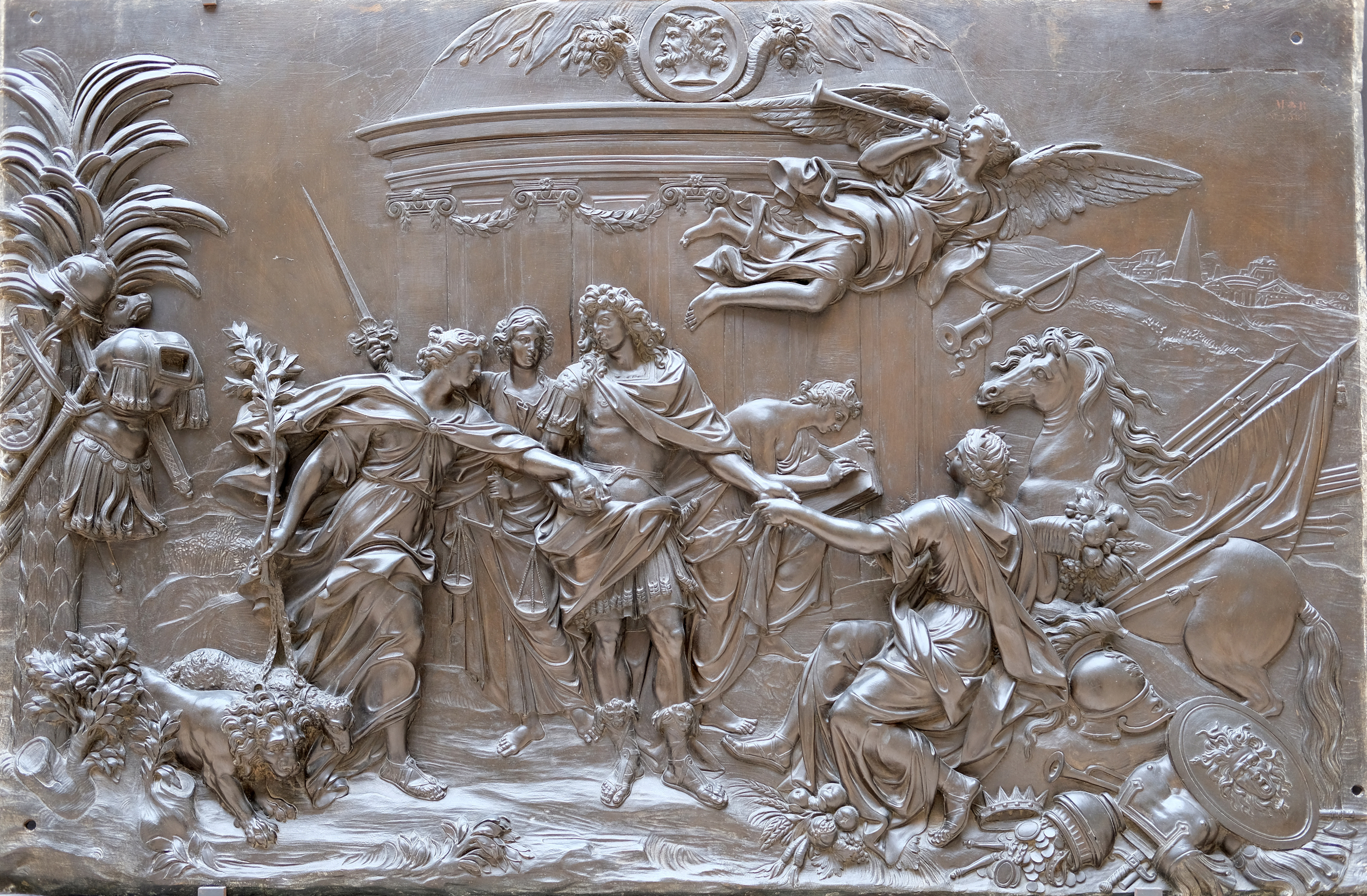
Reliëf van Martin Desjardins, Louvre, Parijs
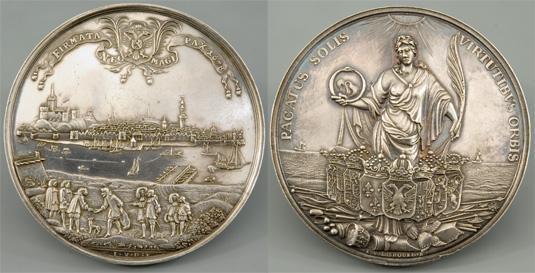
Herdenkingsmunt
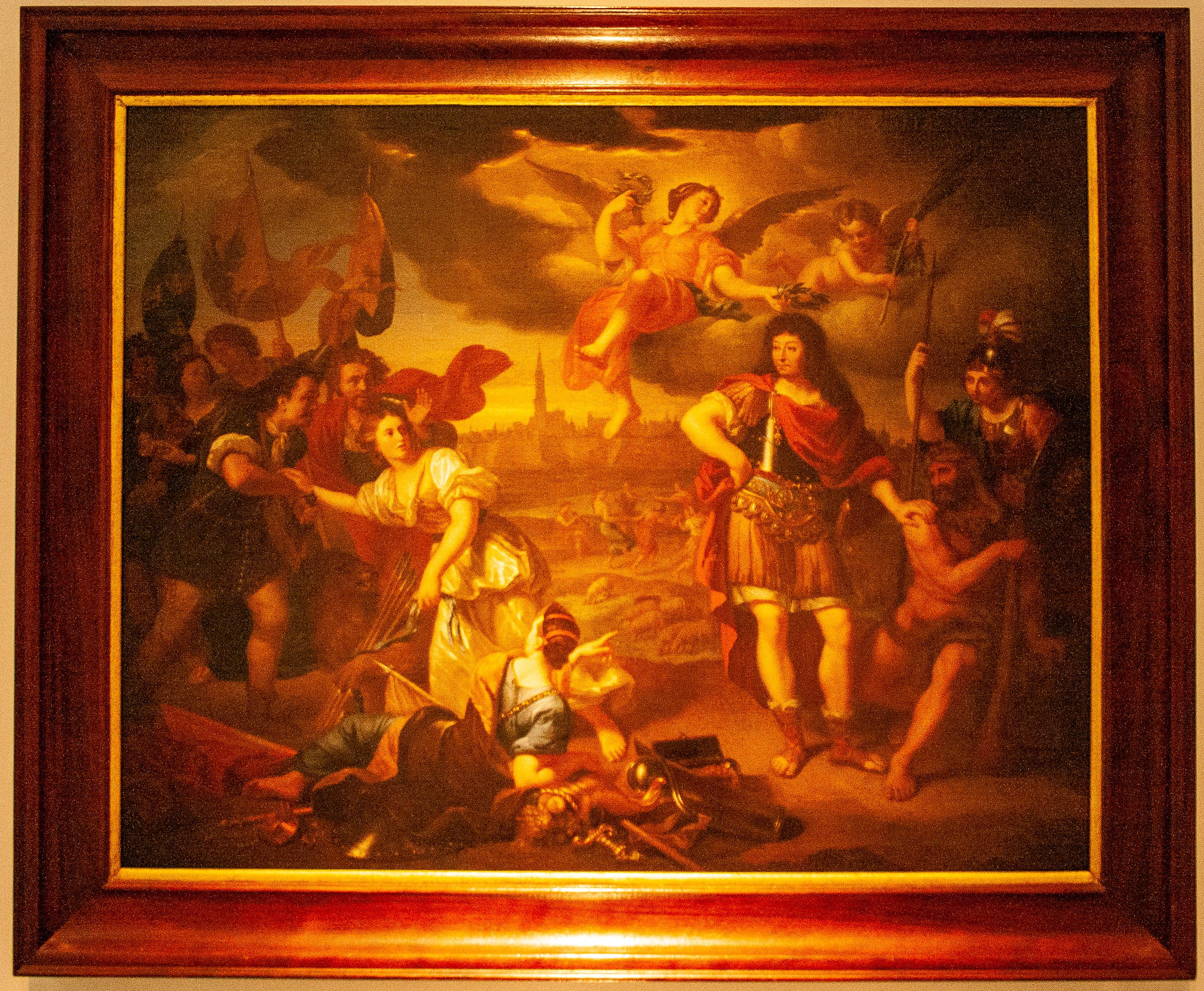
Allegorie op de Vrede van Nijmegen, door Godfried Schalcken